# M (single)
M é o quarto single em formato de álbum single do grupo sul-coreano Big Bang. O seu lançamento ocorreu em 1 de maio de 2015 através da YG Entertainment e composto pelas canções "Loser" e "Bae Bae", tornando-o primeiro lançamento de seu projeto intitulado Made Series. M marca o retorno do Big Bang após uma pausa de três anos e é também seu primeiro álbum single em nove anos. 
O lançamento de M obteve êxito comercial atingindo o topo da parada sul-coreana Gaon Album Chart.

## Antecedentes e lançamento
Após o lançamento do álbum de reedição Still Alive de 2012, o Big Bang realizou uma pausa em suas atividades como um grupo, a fim de concentrar-se em suas atividades individuais. Três anos depois, em 1 de abril de 2015, foi revelado pela YG Entertainment o projeto de retorno do Big Bang composto de quatro partes, com cada uma delas sendo lançada individualmente entre os meses de maio a agosto, além disso, foi divulgado que cada lançamento seria composto por dois singles cada e seria nomeado sob cada letra da palavra Made, dessa forma o projeto recebeu o nome de Made Series. 
M foi anunciado como o primeiro lançamento do grupo e G-Dragon expressou ter sentido preocupação com o retorno, desde que o Big Bang não lançava material inédito a algum tempo, mas acrescentou: "Pensei comigo mesmo que só precisava trabalhar. Nos reuníamos com frequência e trabalhamos".
M foi lançado mundialmente através de formato digital em 1 de maio de 2015, contendo as canções "Loser" e "Bae Bae". No Japão o seu lançamento digital foi realizado em 27 de maio contendo as supracitas canções e suas respectivas versões instrumentais. Em 1 de maio ocorreu também o lançamento físico de M, o qual foi comercializado em duas versões de capa diferentes, sendo elas: na cor preta e grafada como M e na cor branca grafada como m, ambas contendo quatro faixas, livreto de 24 páginas (de conteúdo diferente para ambas as versões), um cartão fotográfico e folheto para formar um quebra-cabeça.

## Promoção
Em 1 de abril de 2015 como parte das promoções do projeto Made Series, foi anunciada a execução da segunda turnê mundial do Big Bang intitulada Made World Tour, que iniciou-se em 25 de abril em Seul na Coreia do Sul, durante o evento, o grupo apresentou as canções "Loser" e "Bae Bae", que seriam lançadas oficialmente em seis dias como parte de M. Além disso, no mesmo dia, a YG Entertainment passou a divulgar imagens promocionais apresentando as canções, que estendeu-se até um dia antes do lançamento de M. Seu conteúdo incluiu informações sobre os responsáveis pela composição e produção das faixas. 
Após o lançamento de M, o grupo iniciou suas atividades promocionais na televisão realizando seu retorno através do programa de música Inkigayo da SBS em 3 de maio, seguido do M Countdown da Mnet quatro dias depois e novamente no Inkigayo em 10 de maio. Mais tarde, o Big Bang participou do programa Happy Together da KBS, exibido em 20 de maio, marcando a primeira vez em nove anos que todos os cinco membros participaram de um programa de variedades juntos na emissora.
Ainda como parte das promoções de M, foi realizado um concurso de covers de "Loser" e "Bae Bae", entre os dias 18 a 29 de maio, onde os concorrentes poderiam enviar seu material à YG Entertainment. Os vencedores iriam receber M, serem apresentados na lista de reprodução do canal oficial do Big Bang na plataforma de vídeos YouTube e obter a chance de realizar um teste na YG Entertainment. Um total de 404 vídeos foram recebidos, e os vencedores foram anunciados em 19 de junho.

## Faixas e formatos
| "M" - Single   |                |                             |                             |                |         |  |
| N.º            | Título         | Letras                      | Música                      | Arranjos       | Duração |  |
| 1.             | "Loser"        | Teddy Park, T.O.P, G-Dragon | Teddy Park, Taeyang         | Teddy Park     | 3:39    |  |
| 2.             | "Bae Bae"      | G-Dragon, Teddy Park, T.O.P | Teddy Park, G-Dragon, T.O.P | Teddy Park     | 2:49    |  |
| Duração total: | Duração total: | Duração total:              | Duração total:              | Duração total: | 6:28    |  |

| M - CD         |                          |                             |                             |                |         |  |
| N.º            | Título                   | Letras                      | Música                      | Arranjos       | Duração |  |
| 1.             | "Loser"                  | Teddy Park, T.O.P, G-Dragon | Teddy Park, Taeyang         | Teddy Park     | 3:39    |  |
| 2.             | "Bae Bae"                | G-Dragon, Teddy Park, T.O.P | Teddy Park, G-Dragon, T.O.P | Teddy Park     | 2:49    |  |
| 3.             | "Loser" (instrumental)   | -                           | Teddy Park, Taeyang         | Teddy Park     | 3:39    |  |
| 4.             | "Bae Bae" (instrumental) | -                           | Teddy Park, G-Dragon, T.O.P | Teddy Park     | 2:49    |  |
| Duração total: | Duração total:           | Duração total:              | Duração total:              | Duração total: | 12:56   |  |

| M - CD (versão especial do iTunes) |                          |         |  |
| N.º                                | Título                   | Duração |  |
| 1.                                 | "Loser" (a cappella)     | 3:39    |  |
| 2.                                 | "Loser" (MR)             | 3:39    |  |
| 3.                                 | "Loser" (instrumental)   | 3:39    |  |
| 4.                                 | "Bae Bae" (a cappella)   | 2:49    |  |
| 5.                                 | "Bae Bae" (MR)           | 2:49    |  |
| 6.                                 | "Bae Bae" (instrumental) | 2:49    |  |

## Desempenho nas paradas musicais
Na Coreia do Sul, M obteve uma pré-venda realizada entre 24 a 30 de abril de 2015, obtendo vendas de 130,130 mil cópias, o que levou-o mais tarde a atingir a posição de número dois na parada mensal de abril da Gaon Album Chart, além disso, M estreou no topo de sua respectiva parada semanal, através da semana vigente de 26 de abril a 2 de maio de 2015, com apenas dois dias para o encerramento da mesma. Suas vendas no primeiro semestre do ano no país alcançaram 137,261 mil cópias e M encerrou o ano de 2015 na posição de número catorze na lista de álbuns mais vendidos do ano obtendo vendas totais de 140,098 mil cópias. As canções de M, "Loser" e "Bae Bae", atingiram as posições de número um e dois, respectivamente, na Gaon Digital Chart e se estabeleceram como a terceira e a sétima canção mais vendida do ano na Coreia do Sul.
Na China, suas vendas foram de mais de quinhentas mil cópias digitais. Nos Estados Unidos, as canções "Loser" e "Bae Bae", atingiram as posições de número um e dois, respectivamente na Billboard World Digital Songs. Além disso, de acordo com a Billboard, seus respectivos vídeos musicais se classificaram em terceiro e quarto lugares, na lista de vídeos de K-Pop mais vistos no país e ao redor do mundo no mês de abril, mesmo tendo sido lançados apenas no último dia do mês.

### Posições
| Paradas (2015)                            | Melhor posição |
| ----------------------------------------- | -------------- |
| Coreia do Sul (Gaon Weekly Albums Chart)  | 1              |
| Coreia do Sul (Gaon Monthly Albums Chart) | 2              |
| Coreia do Sul (Gaon Yearly Albums Chart)  | 14             |
| Taiwan (G-Music Weekly Albums)            | 1              |

## Histórico de lançamento
| Região        | Data               | Formato             | Gravadora                 |
| ------------- | ------------------ | ------------------- | ------------------------- |
| Mundo         | 1 de maio de 2015  | Download digital    | YG Entertainment          |
| Coreia do Sul | 1 de maio de 2015  | CD download digital | YG Entertainment KT Music |
| Taiwan        | 12 de maio de 2015 | CD                  | Warner Music Taiwan       |
| Japão         | 27 de maio de 2015 | Download digital    | YGEX                      |